# Papilio cynorta
Papilio cynorta är en fjärilsart som beskrevs av Fabricius 1793. Papilio cynorta ingår i släktet Papilio och familjen riddarfjärilar.
Artens utbredningsområde är Tanzania. Inga underarter finns listade i Catalogue of Life.

## Bildgalleri

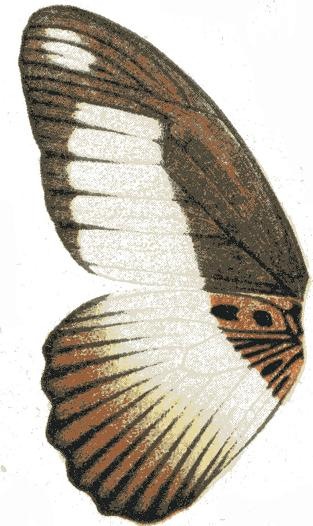
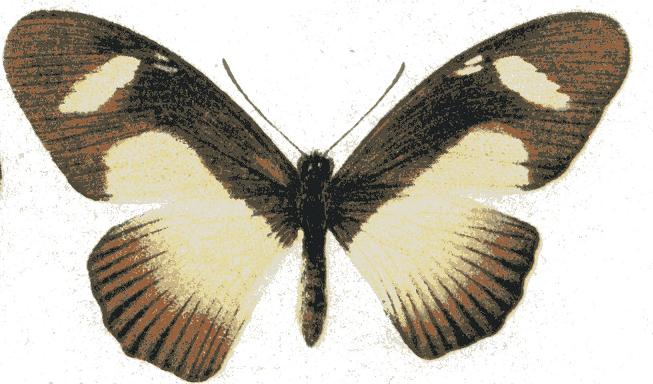
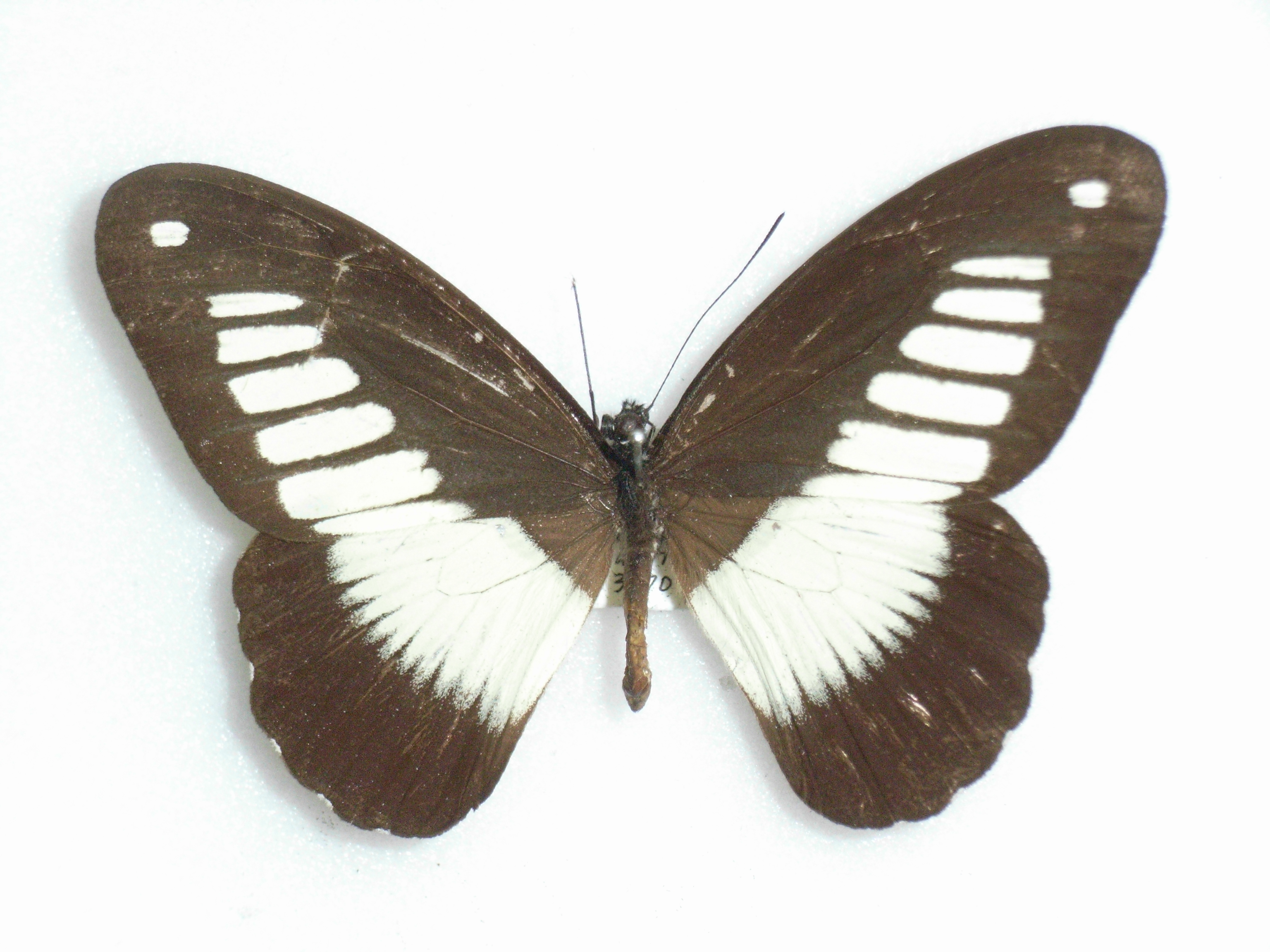